# Streichwehr

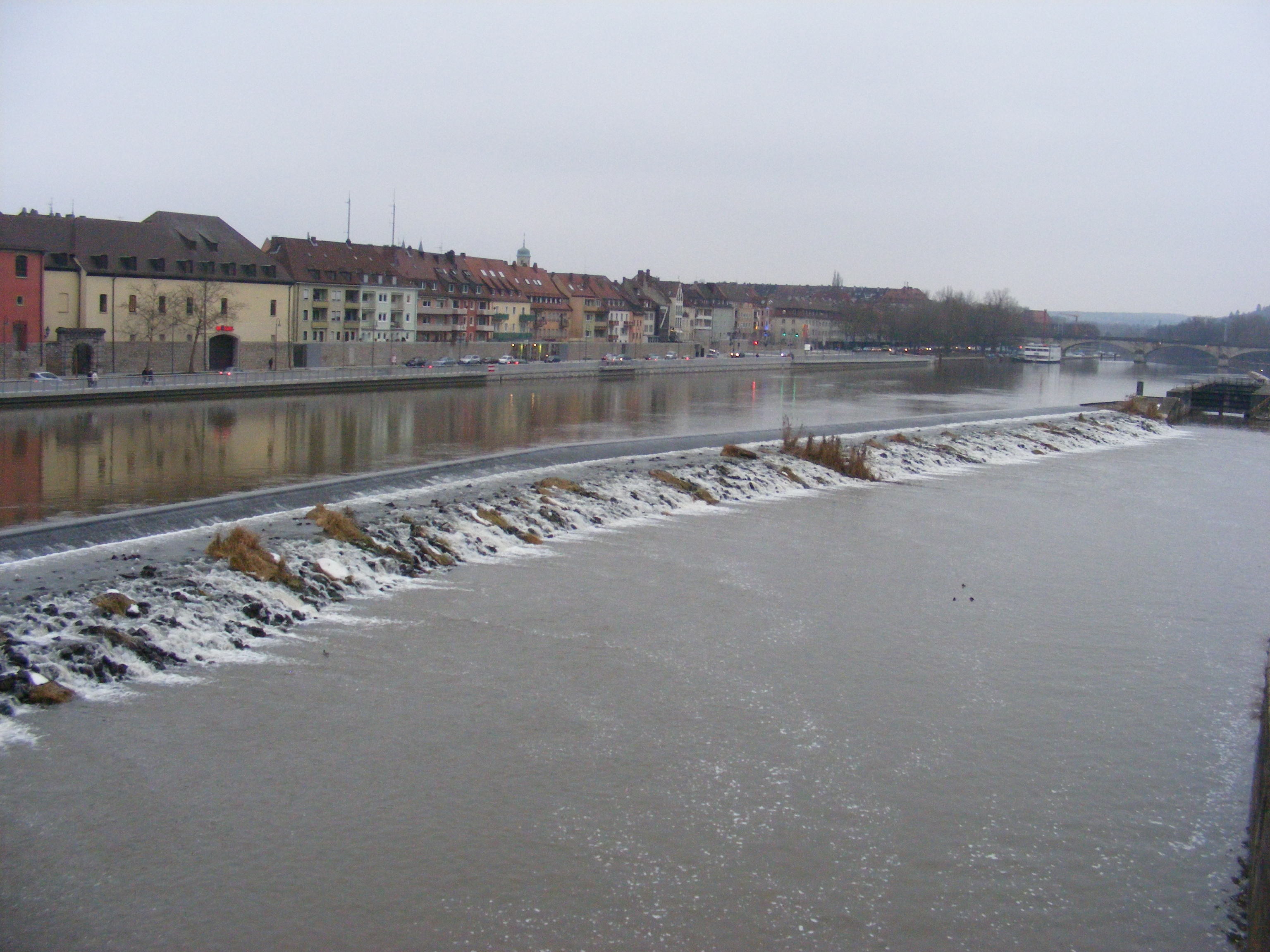
Beispiel eines Streichwehrs am Main in Würzburg, entstanden ab 1644

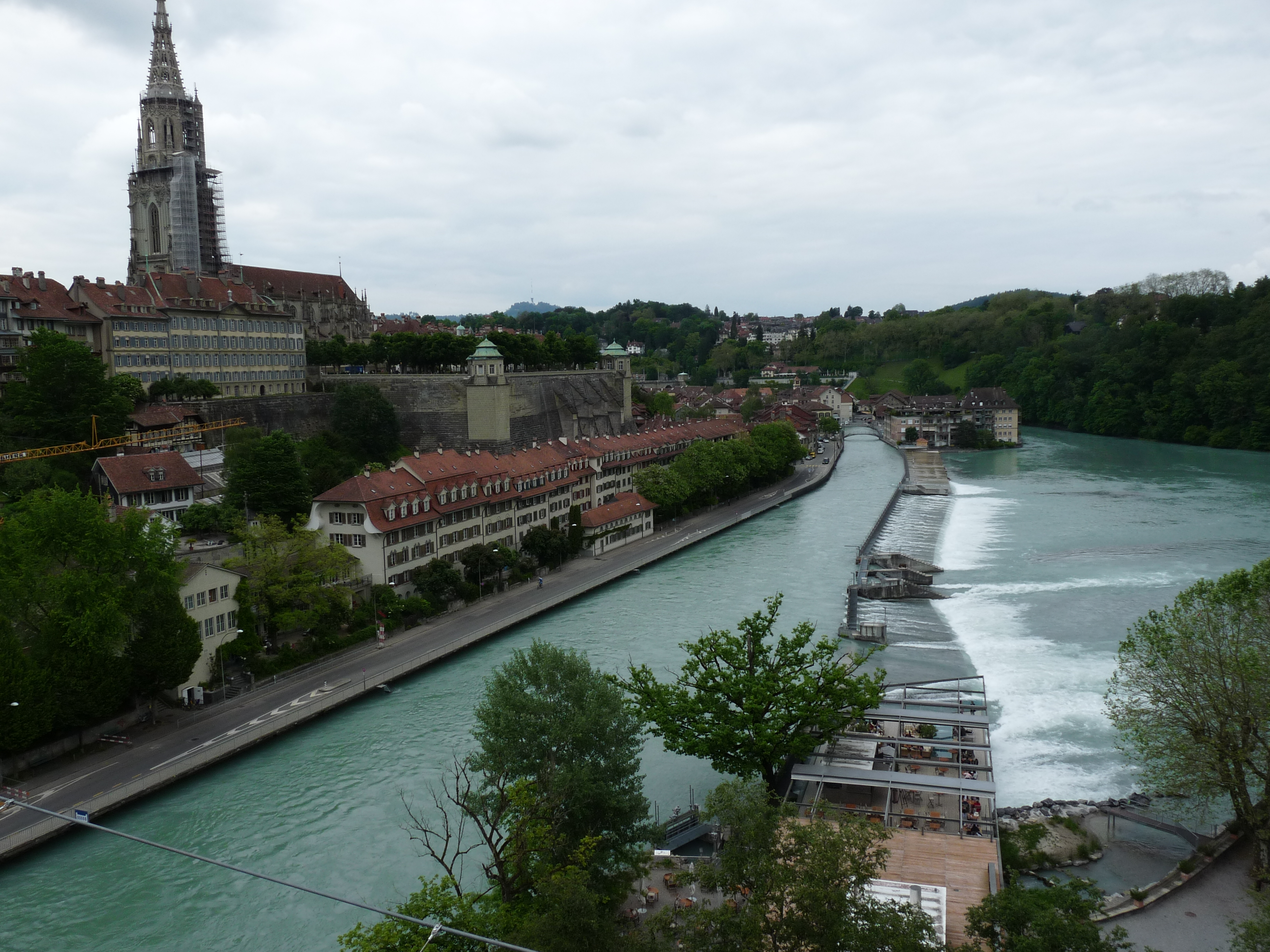
Streichwehr der Matteschwelle in Bern in der Aare

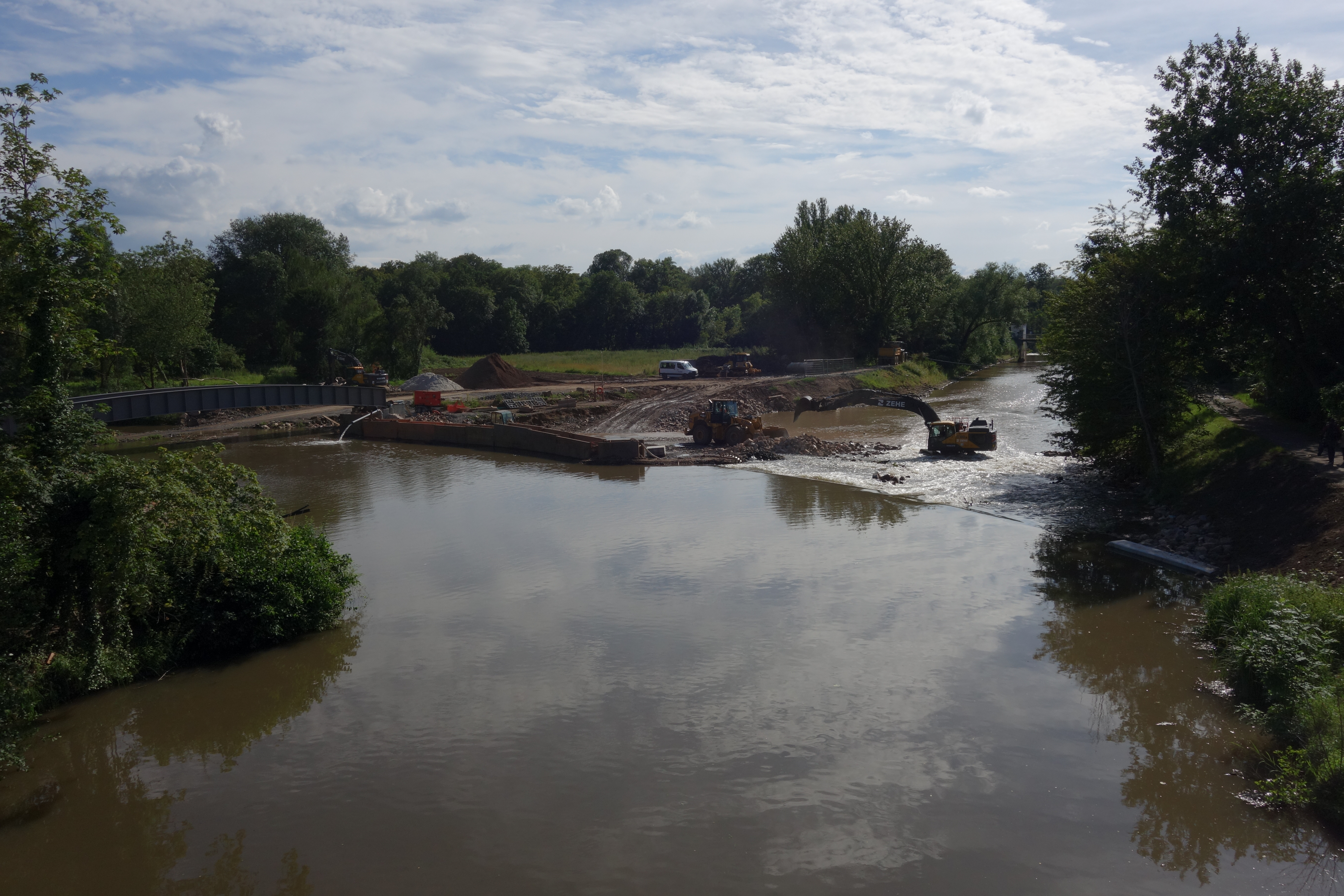
Errichtung eines Streichwehrs an der Nidda als Ersatz für das Sossenheimer Wehr (im Hintergrund erkennbar) nahe dem Westkreuz Frankfurt im Sommer 2024

Ein Streichwehr ist eine parallel oder annähernd parallel zur Fließrichtung eines Flusses angeordnete wasserbauliche Überlaufschwelle (Wehr), die dem Abflussvorgang (Überfall) von eventuell ankommenden Übermengen in ein Entlastungsgerinne oder Rückhaltebecken dient.

## Beschreibung
Ein Streichwehr springt an, sobald die Wasserhöhe im Gerinne die Wehrhöhe überschreitet. Mit dieser Überhöhe steigt sein Überfluss stark an, sodass der Wasserstand des Hauptflusses nach dem Streichwehr ziemlich genau mit dessen Höhe begrenzt wird. Voraussetzung dafür ist – abhängig von Breite und Fließgeschwindigkeit des Hauptflusses – eine ausreichende Länge der Wehrkante, auch dass diese nicht etwa durch angeschwemmte Baumstämme oder Eis verlegt ist und dass das Wehr-Unterwasser genügend aufnahmefähig ist.
Über diese Wasserstandsbegrenzung des Hauptflusses wird sein Durchfluss begrenzt und damit gleichmäßiger gemacht. Der Abfluss über das Wehr schwankt dafür stärker als der ankommende Hauptfluss und kann auch völlig versiegen.
Ein Streichwehr kann ebenfalls an gekrümmten Stellen eines Gerinneabschnittes seitlich angeordnet sein. Im Kurvenäußeren wirkt es eher sensibler, wird aber leichter von Treibgut verlegt.